# Biodiversità in Italia

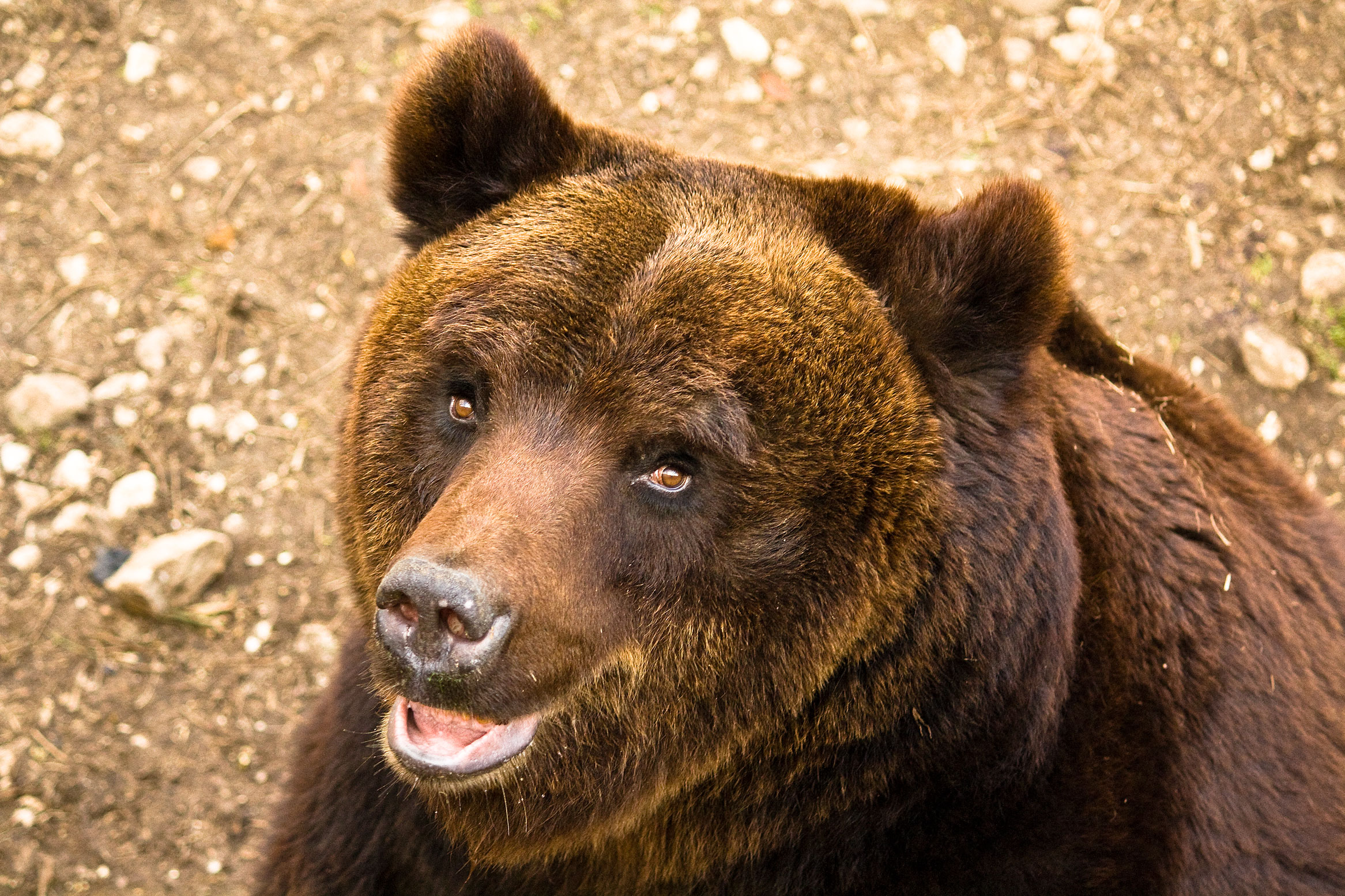
Orso bruno marsicano, sottospecie endemica del centro Italia

L'Italia presenta il maggior livello di biodiversità in Europa, con un popolamento ricchissimo di forme endemiche. L'Italia, ad esempio, è lo stato d'Europa che conta il maggior numero di specie di piante con semi.
Questa ricchezza di specie ha più di una causa: in primo luogo, durante le glaciazioni pleistoceniche il territorio italiano rimase in gran parte sgombro di ghiacci, il che permise alla flora e alla fauna di sopravvivere, cosa che nelle zone centrosettentrionali del continente non avvenne, viceversa il ritiro dei grandi ghiacciai ha lasciato in alcune località montane una fauna relitta glaciale.
Inoltre, il territorio italiano si estende su circa 10° di latitudine, dunque, pur restando nell'ambito di climi temperati privi di estremi di caldo, di freddo o di aridità, la differenza climatica fra il nord e il sud del paese non è affatto trascurabile, andando dai climi nivali delle vette alpine, al clima temperato fresco semicontinentale della pianura Padana, a quello mediterraneo delle coste centromeridionali e delle isole.
Un'ultima spiegazione del perché l'Italia ha un popolamento così diversificato risiede nell'eterogeneità ambientale prodotta dalla natura prevalentemente collinare e montuosa del territorio, che ha provocato un proliferare di nicchie ecologiche, vicine nello spazio ma molto diversificate.

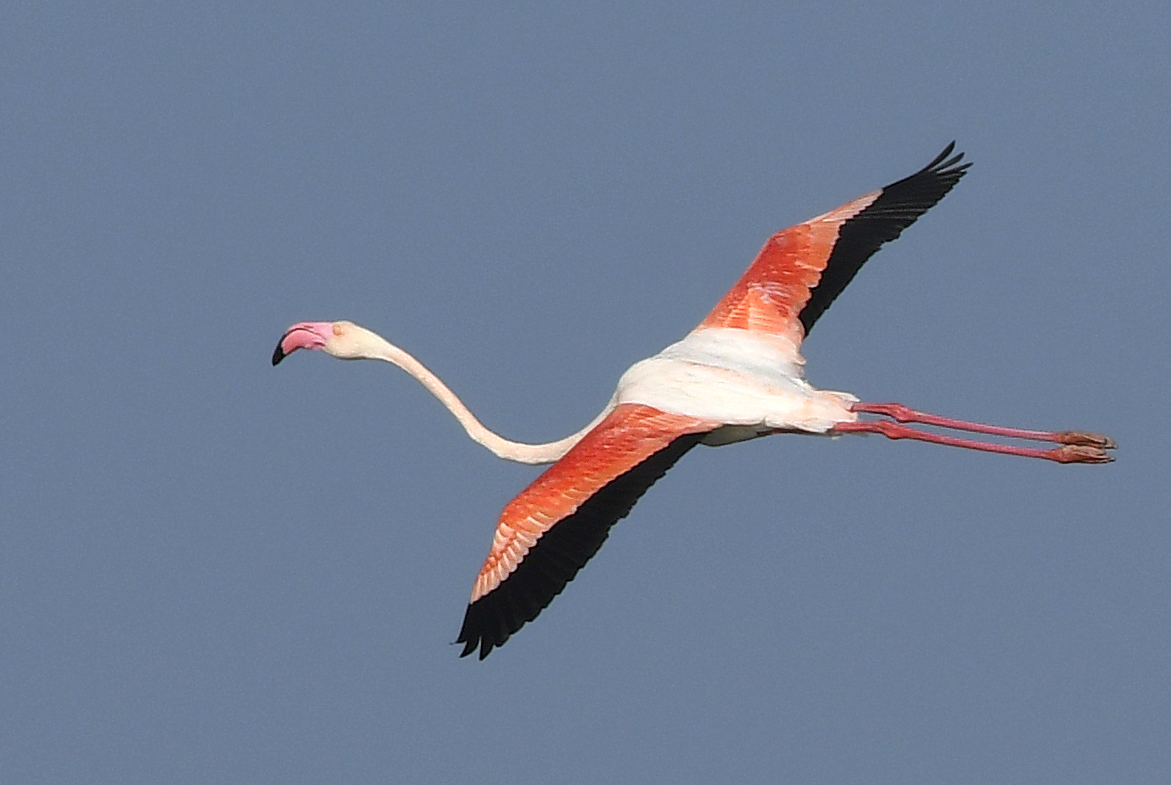
Fenicottero rosa

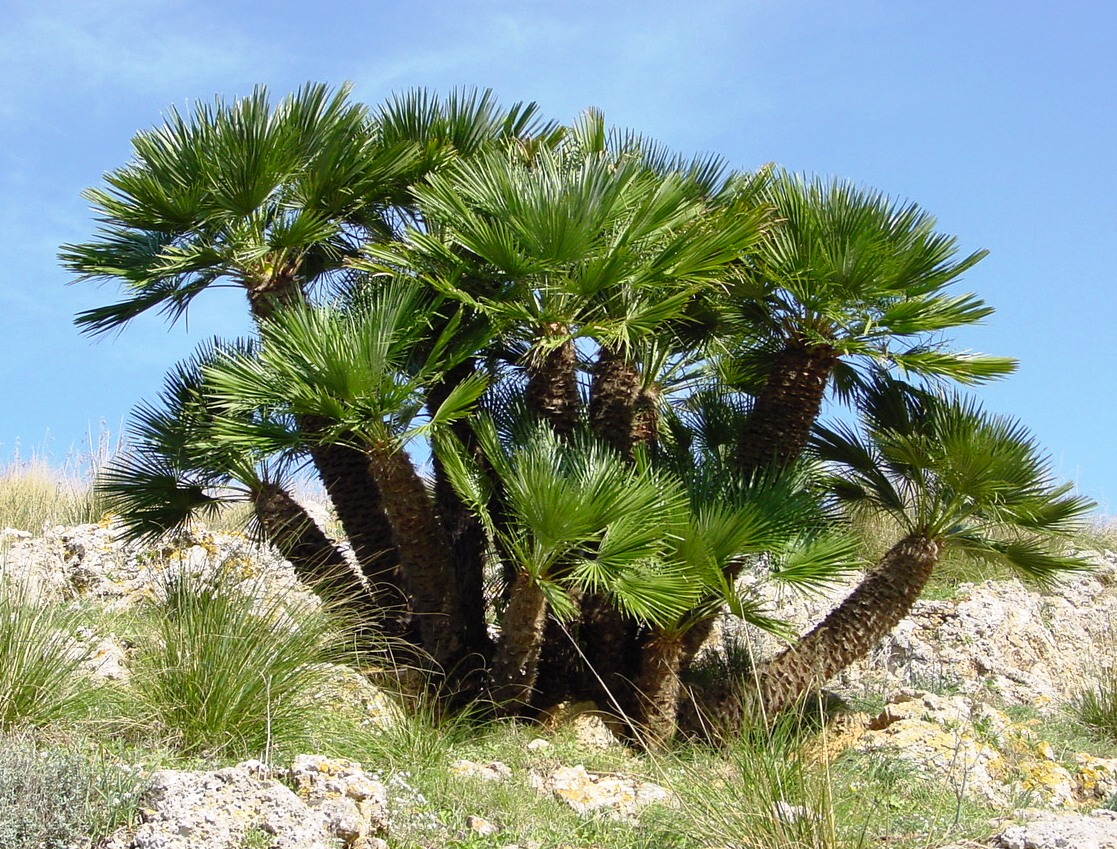
Palma di San Pietro

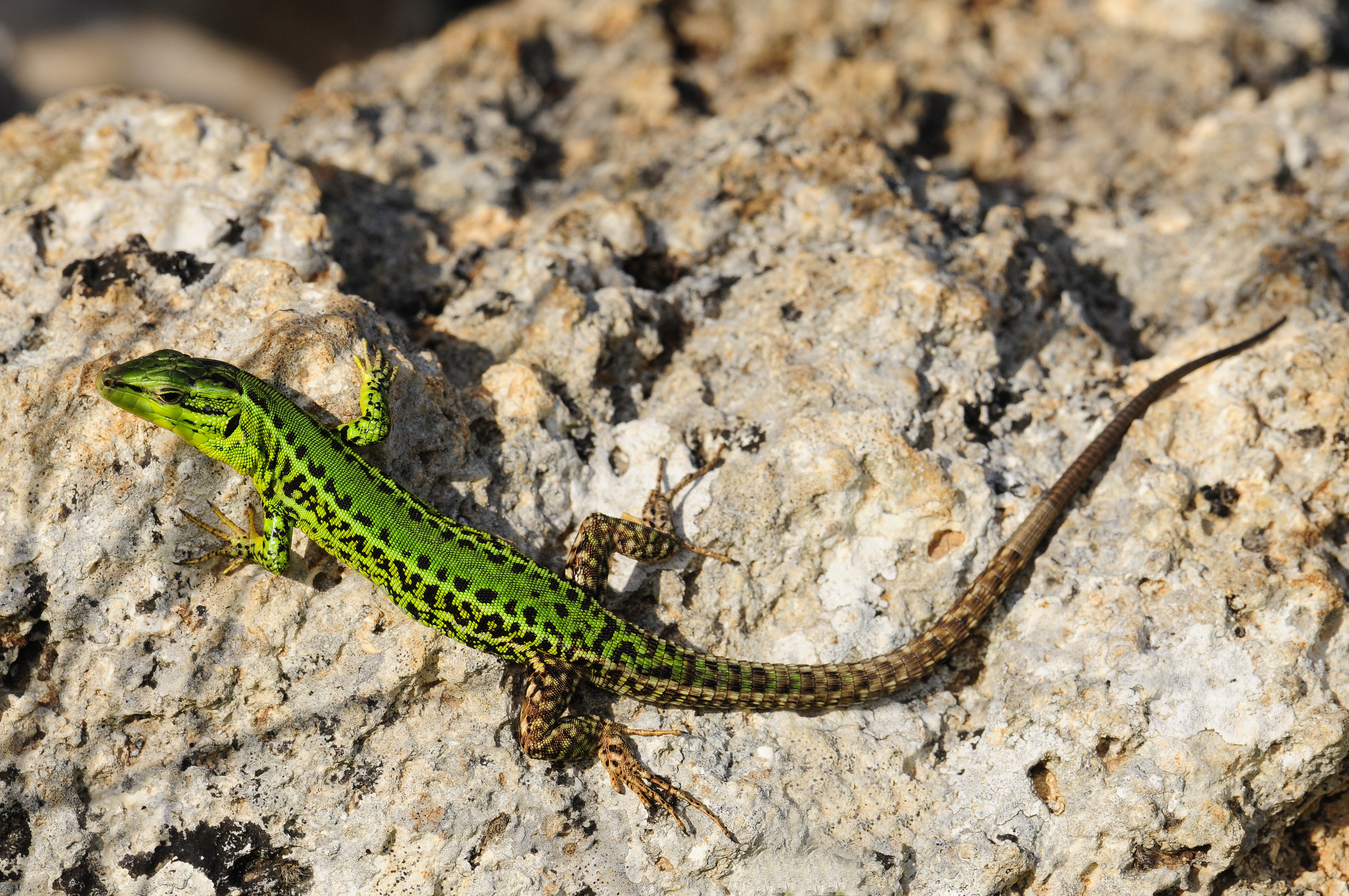
Podarcis wagleriana, lucertola endemica della Sicilia

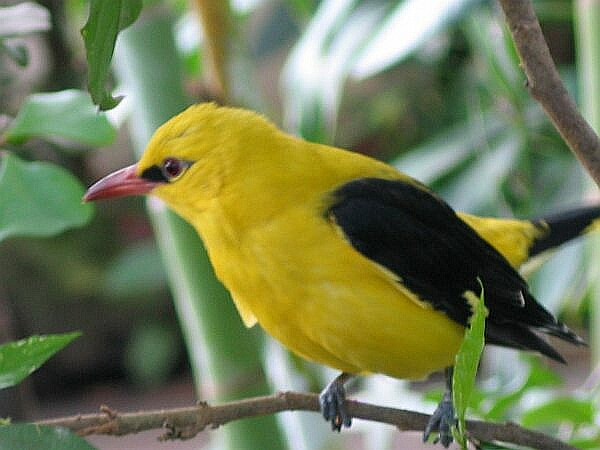
Rigogolo maschio

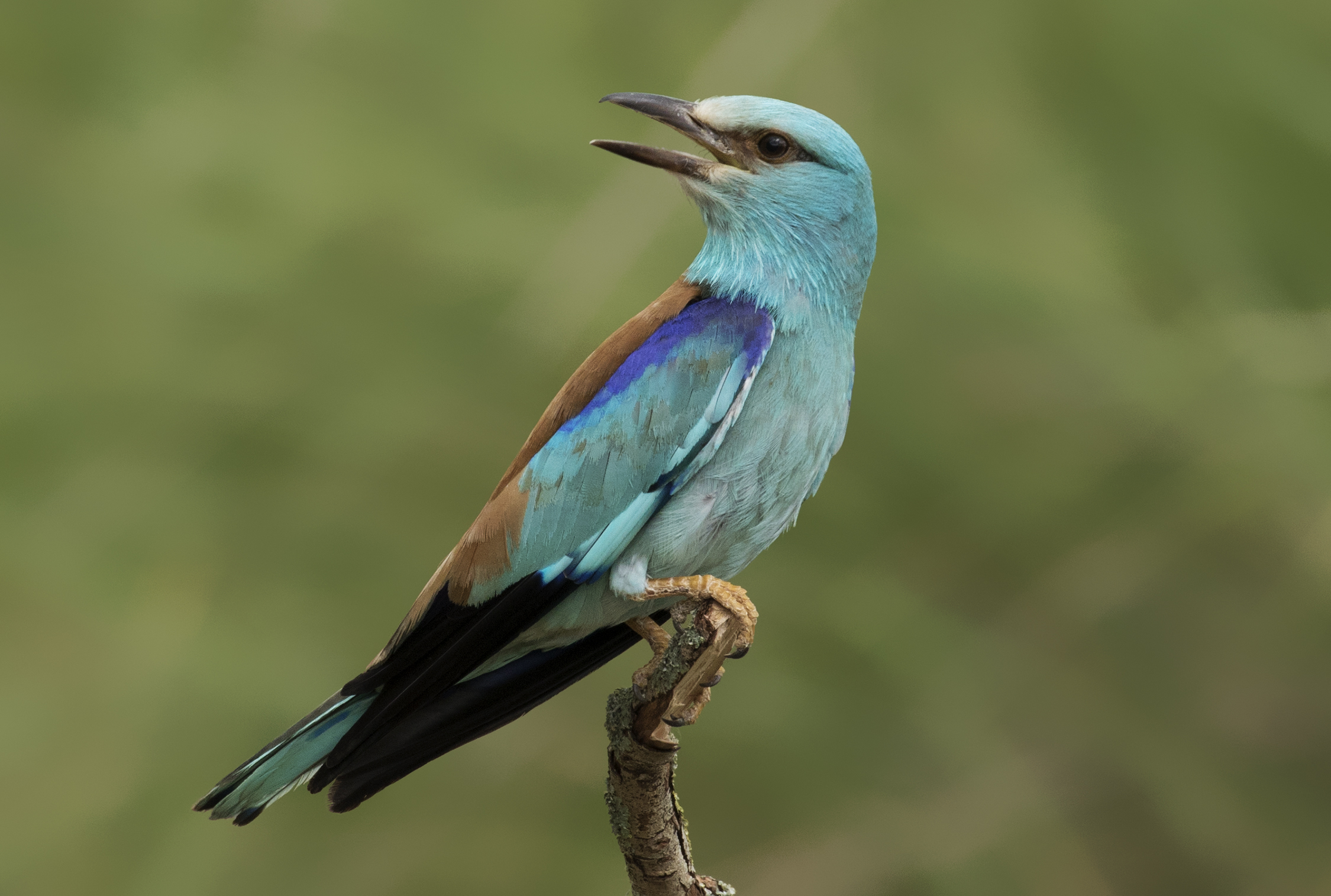
Ghiandaia marina (Coracias garrulus)

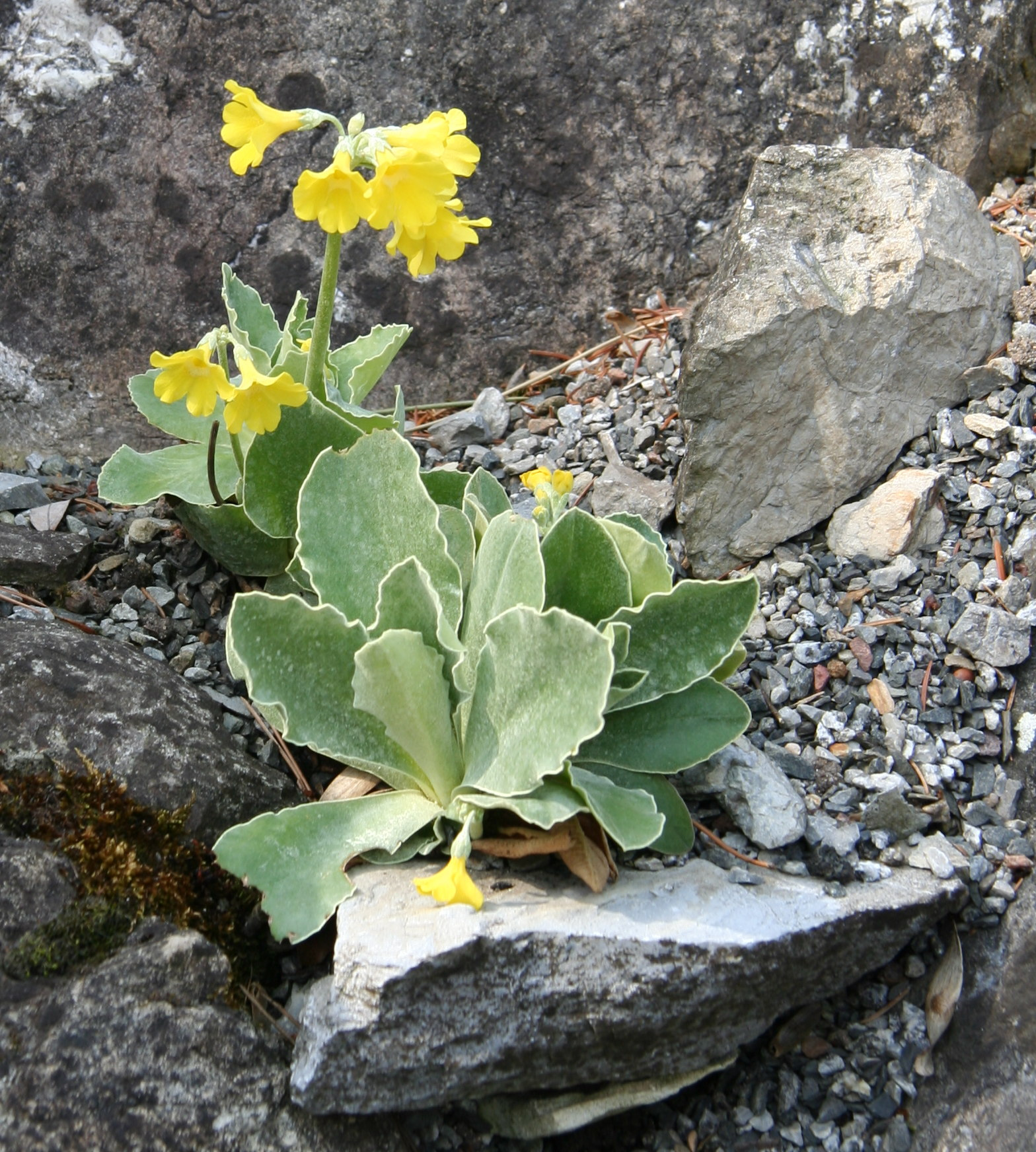
Primula di Palinuro

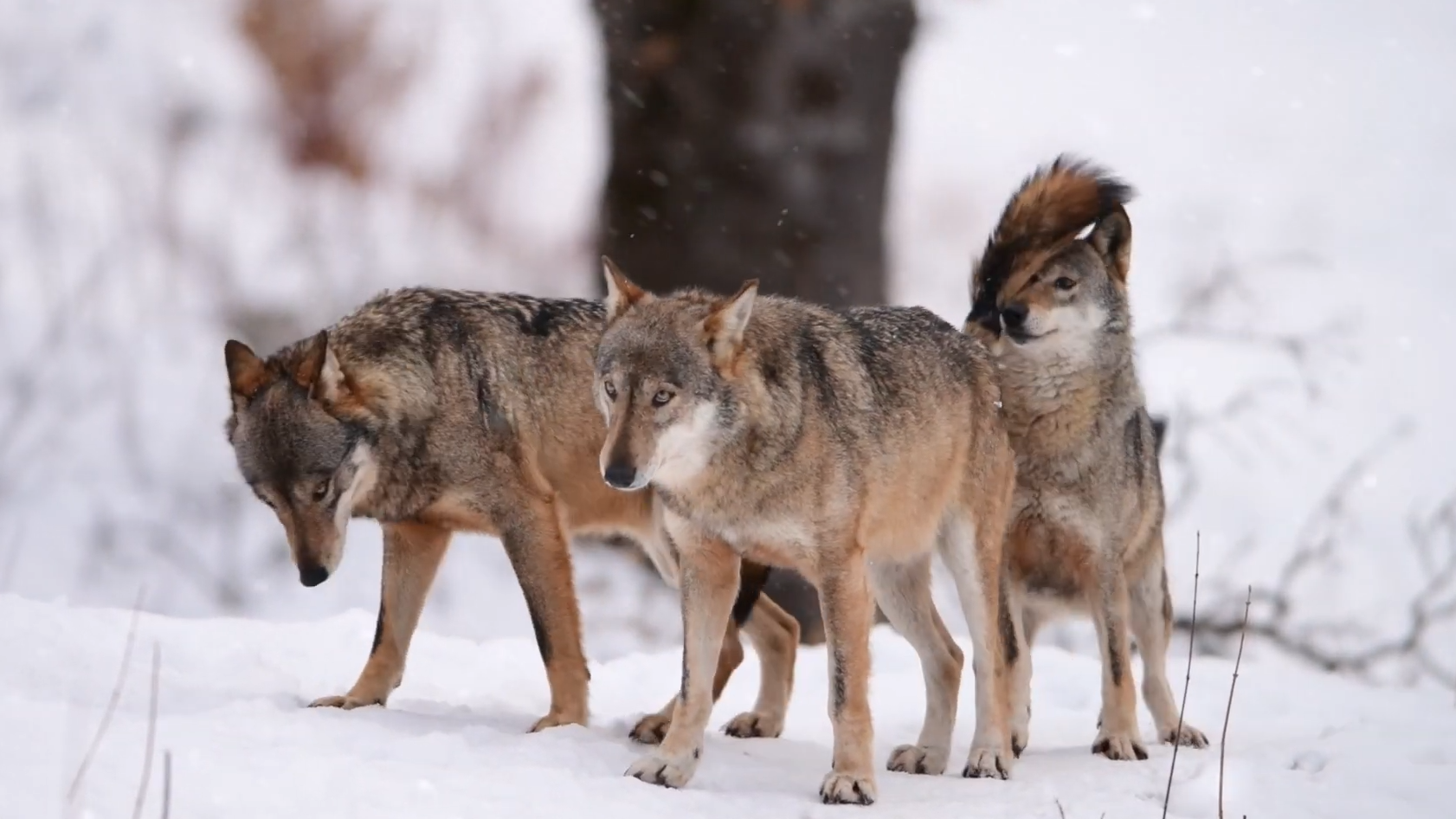
Lupo appenninico

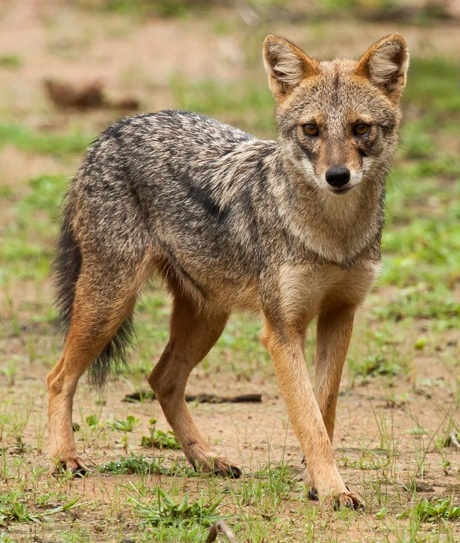
Sciacallo dorato (Canis aureus)

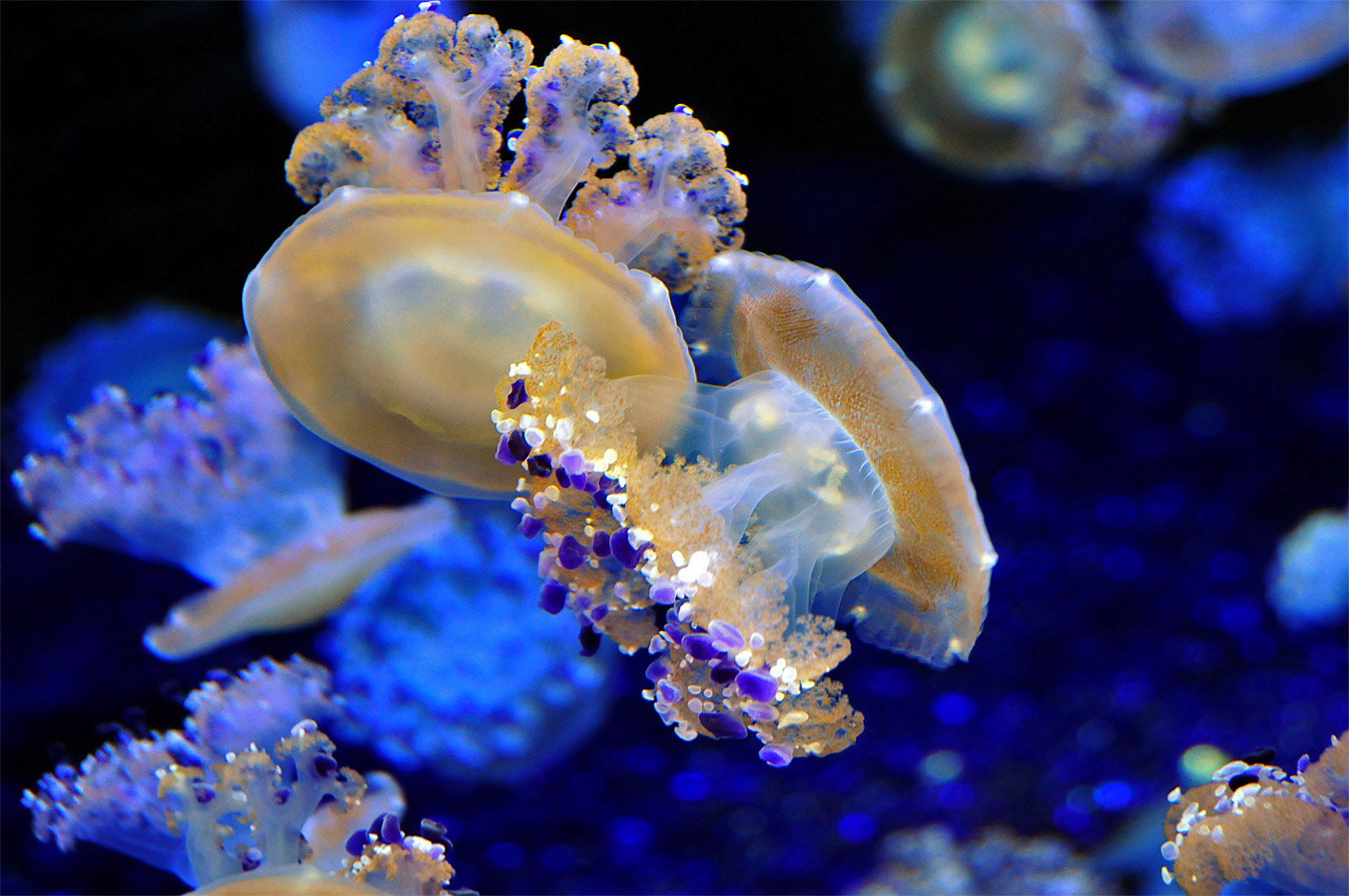
Cassiopea mediterranea

## Flora e vegetazione
L'Italia ha una flora estremamente diversificata. Secondo l'ISPRA, il maggior numero di specie si trova nelle regioni caratterizzate da una maggiore variabilità ambientale ed in quelle con territori più vasti. Tra le regioni italiane, escludendo fauna e flora marina, la più ricca di biodiversità è il Piemonte seguita dalla Toscana e dal Veneto.
Le principali formazioni vegetali naturali sono di tipo boschivo, spesso però variamente degradate dall'intervento umano, come la ceduazione o il disboscamento, oppure sfruttate per la selvicoltura intensiva.
Zone ricchissime di specie endemiche sono soprattutto le alte montagne isolate tra rilievi di minore altitudine, come varie zone alpine, le Alpi Marittime, le Alpi Apuane, l'Appennino centrale, il Gargano ed i rilievi calabresi, sardi e siciliani, soprattutto le pendici dell'Etna ad alta quota. Alcune specie hanno un areale molto ridotto (endemismo puntiforme): un classico esempio è la primula di Capo Palinuro dalla bellissima fioritura, che cresce sulle falesie dell'omonima località campana, di Costa degli Infreschi e in poche altre isolate stazioni lucane o calabre.
I boschi più ricchi di specie sono in genere quelli alpini e subalpini. Nei boschi mediterranei, dominati quasi sempre dal leccio, anche gli stadi di degradazione come la macchia mediterranea o la gariga ospitano un contingente di specie molto interessanti, come numerose orchidee spontanee dalle splendide fioriture. La vegetazione mediterranea si spinge anche al di fuori della sua zona climatica, infatti importanti stazioni di specie della macchia si ritrovano pure sui grandi laghi prealpini. Merita di essere citato il Bosco della Mesola (FE), composto principalmente da lecceta, pur trovandosi in una zona dal clima temperato umido e freddo in inverno.
Oggi in Italia è quasi impossibile trovare boschi sempreverdi mediterranei d'alto fusto, in quanto da millenni vengono sfruttati per la produzione di legna da ardere e di carbone di legna; in luogo dei boschi alti, si incontrano la macchia, quando il bosco è composto da bassi alberi e cespugli molto fitti, ricco di liane, spesso spinose, che rendono ardua la penetrazione all'interno, e la gariga, quando il terreno è ricoperto di bassi cespugli più o meno radi tra i quali si scorge il suolo, di solito con rocce in affioramento. La causa della trasformazione in gariga non è più solo il taglio, ma la degradazione del suolo, di solito a seguito di circostanze dovute alla pressione antropica, come incendi ripetuti o l'eccessivo pascolo, soprattutto di capre.
Altrettanto compromessa è la situazione dei boschi collinari a querce caducifoglie come la farnia, la roverella ed il cerro, sfruttati anch'essi per la legna da ardere ed estesamente ceduati, mentre i boschi di faggio sono in gran parte d'alto fusto e, talvolta, mantengono un ecosistema perfettamente naturale ed integro: si possono citare le stupende faggete del Parco nazionale delle Foreste Casentinesi o quelle, altrettanto intatte, della Foresta Umbra, sul Gargano.
I boschi planiziari di querce, che un tempo coprivano l'intera pianura Padana e gran parte delle pianure costiere, sono oramai ridotti a pochi lembi residuali; il più importante di questi è il bosco delle Sorti della Partecipanza di Trino vercellese. Nella val Padana questi boschi sono praticamente scomparsi, sostituiti da colture specializzate e da insediamenti urbani, cosa che, unita all'elevatissima densità di popolazione, alla grande industrializzazione ed all'agricoltura intensiva che viene praticata, fa di quest'area la meno naturale e la più povera di biodiversità del Paese.
Le conifere non possono essere ceduate, per cui le foreste di questi alberi sono sempre d'alto fusto e spesso, quando non sono fustaie coetanee, mantengono un'ottima naturalità. Le foreste di conifere si distinguono in due tipi: montane e mediterranee.
Le foreste di montagna sono composte, sulle Alpi, da abeti rossi, abeti bianchi e larici, a cui si accompagnano pini come il pino silvestre ed il pino cembro, mentre sugli Appennini non ci sono vere e proprie foreste di conifere; si incontra solo l'abete bianco, spesso frammisto al faggio e, nelle regioni meridionali, si hanno boschi di specie affini al pino nero come il pino laricio in Calabria e Sicilia o il raro pino loricato, presente solo sul Pollino.
I boschi mediterranei di conifere sono composti quasi invariabilmente da tre specie di pino: il pino d’Aleppo, il pino domestico ed il pino marittimo, quest'ultimo presente solo in Liguria, Toscana e Sardegna. Le pinete litoranee che orlano i litorali, soprattutto sul versante tirrenico ed in Emilia-Romagna, sono state impiantate dall'uomo, ma sono ormai parte inscindibile del paesaggio nazionale e sono perfettamente integrate nell'ambiente, ospitando una comunità di alberi e arbusti sempreverdi mediterranei molto ricca di biodiversità.

## Fauna
Anche per quanto riguarda la fauna l'Italia può contare su una notevole biodiversità. Tra gli invertebrati si contano numerosissime specie endemiche, sia in ambienti circoscritti (laghi, grotte, ecc.) - in genere si tratta di endemismi puntiformi - che in luoghi più aperti. Si può dire che non esista un sistema montuoso, specie se isolato da altri, che non abbia la sua o le sue specie endemiche.
Tra gli insetti, troppo numerosi per poter analizzare i vari ordini uno ad uno, meritano di essere ricordati i coleotteri, che mostrano una grandissima capacità di speciazione e che hanno formato numerose specie endemiche, molte delle quali in grotte.
Tra i pesci d'acqua dolce d'Italia ci sono numerosissime specie endemiche (tra cui merita citare la splendida trota marmorata dei fiumi prealpini); lo stato di conservazione di queste specie è quasi sempre molto compromesso. Tra le specie più minacciate sono certamente da annoverarsi gli storioni, una volta frequenti nel Po.
Anche gli anfibi italiani presentano numerose specie interessanti ed endemiche, come la salamandrina dagli occhiali o l'ululone appenninico, entrambi presenti solo nel centro-sud del paese.
Ancora più interessanti sono i geotritoni, membri della famiglia Plethodontidae, che per il resto conta solo specie americane ed una in Corea, oppure il proteo, cavernicolo, cieco e più simile ad un pesce che ad un anfibio; anch'esso è l'unico rappresentante non americano della famiglia. Molti anfibi sono oggi minacciati di estinzione per varie cause.
Per quanto riguarda i rettili, in particolare i sauri, è molto ricco il contingente di specie e sottospecie endemiche, soprattutto in Sardegna ed in Sicilia, ma anche nelle isole minori. Meritano una menzione l'algiroide nano (Algyroides fitzingeri) e la lucertola di Bedriaga (Archaeolacerta bedriagae), entrambe con areale ristretto alla Sardegna ed alla Corsica, ma è soprattutto il genere Podarcis che dà conto della maggiore biodiversità con diverse specie (P. filfolensis, P.raffonei, P. sicula, P. tilguerta, P. wagleriana)
all'interno delle quali sono spesso riconoscibili sottospecie dall'areale puntiforme, talora ristretto a piccoli isolotti o faraglioni: è il caso, per esempio, della sottospecie P. raffonei alvearioi, endemica dello Scoglio Faraglione di Pollara (Isola di Salina), della P. raffonei cucchiarai, con areale ristretto al faraglione La Canna (Filicudi), della P. sicula coerulea, endemica del cosiddetto Faraglione di Fuori (Capri) o della P. sicula monaconensis, ristretta allo Scoglio del Monacone (Capri).
Gli uccelli sono presenti con centinaia di specie nidificanti, ma la penisola italiana è anche un'importantissima area di svernamento per molte specie che si riproducono nelle aree settentrionali d'Europa.
Particolarmente importanti sono le zone umide, alla cui presenza e buona qualità ambientale sono legate le sorti di moltissime specie avicole. In Italia sono molti sono gli uccelli in pericolo ma il declino della caccia e riuscite operazioni di reintroduzione e di tutela a favore di specie rare hanno fatto in modo che la situazione di questa classe sia in netto miglioramento.
I mammiferi, infine, mostrano una diffusione buona o ottima per quanto riguarda le specie di piccole e medie dimensioni (soprattutto roditori, insettivori, pipistrelli, ecc.), mentre molte specie di grandi animali sono state, quando non estinte, confinate in zone impervie e dalla scarsa densità di popolazione. Si consideri, ad esempio, l'orso bruno, che risulta presente solo nel Parco nazionale d'Abruzzo, Lazio e Molise ed in poche zone alpine. In altri casi, invece, come nel caso del cinghiale o del daino, le popolazioni sono così abbondanti da rendersi responsabili di seri danni all'agricoltura ed all'ecosistema. Infine, per alcune specie come il lupo, lo sciacallo dorato o l'istrice, si sta assistendo ad un'espansione molto veloce a partire da situazioni molto compromesse: il lupo appenninico era considerato quasi estinto negli anni cinquanta e sessanta, ma da allora ha di nuovo ricolonizzato quasi tutto l'areale precedente alla seconda guerra mondiale con popolazioni floride.

## Minacce alla biodiversità
La biodiversità italiana è messa in grave pericolo da alcuni fattori, come l'elevato valore della densità di popolazione, l'estesa urbanizzazione del territorio, l'intenso disboscamento delle aree più fertili e, non ultimi, la presenza di comportamenti criminali (incendi, abusivismo edilizio, bracconaggio, ecc.).
Il problema più grave è costituito dalla perdita di habitat, dovuto soprattutto all'espansione urbanistica ed infrastrutturale, che colpisce selettivamente alcuni ambienti, come le zone costiere a macchia mediterranea, tipicamente site in luoghi di elevato valore turistico ed edilizio, o le zone di dune costiere, molto spesso rase al suolo per costruirvi stabilimenti balneari. Anche le zone periurbane, ovunque siano situate, sono chiaramente ad imminente rischio di essere ricoperte da espansioni urbanistiche e per questo sono spesso tutelate. Quando l'urbanizzazione di un'area è abusiva (fenomeno tutt'altro che infrequente, soprattutto in passato) il tutto è molto più pericoloso sia per l'ambiente che per gli occupanti delle case.
Al contrario delle aree a macchia mediterranea, le zone boschive montane e di alta collina mostrano un notevole incremento della superficie forestale, dovuta essenzialmente al progressivo abbandono dell'agricoltura di montagna, non più competitiva per gli standard produttivi attuali.
Altamente dannosa per la fauna acquatica è l'alterazione dei corsi e delle sponde di fiumi e torrenti, come rettificazioni, estrazione di sabbia e ghiaia e cementificazione delle sponde, nonché la costruzione di dighe. A queste operazioni sono messe in relazione le recenti estinzioni in Italia dello storione e della lampreda di fiume.
Da non dimenticare è l'importanza delle praterie di Posidonia oceanica per l'equilibrio ecologico delle aree costiere; esse sono in generalizzata regressione a causa di una serie di interventi umani, come aumento della sedimentazione (in seguito ad incrementi di portata dei corsi d'acqua), costruzione di porti e di altre opere a mare, pesca a strascico illegale sottocosta, ancoraggi scorretti, introduzione di alghe verdi tropicali del genere Caulerpa, eccetera.
Altro fenomeno di degrado del territorio che colpisce prevalentemente le zone costiere a clima mediterraneo sono gli incendi boschivi, quasi costantemente di origine umana, sia colposa che, purtroppo non di rado, dolosa, dovuta al desiderio di cambio di destinazione d'uso del terreno (non in Italia, dove questo è vietato per dieci anni dopo un incendio), a vendette e rappresaglie criminali, ad ingenui tentativi di trasformare in pascoli i terreni boscati. Oltre alla vegetazione ed agli animali meno vagili (le popolazioni di tartarughe, ad esempio, sono molto danneggiate dagli incendi), il ripetuto passaggio del fuoco su di un'area provoca la degradazione della vegetazione a gariga, la perdita del suolo e, infine, la desertificazione.
Per bracconaggio, oltre alla caccia svolta in luoghi, periodi o a specie illeciti, oltre che con trappole o altri mezzi insidiosi o dannosi, si intende anche la pesca, sportiva o professionale che sia, al di fuori delle leggi che la regolano, quindi: in zone vietate, in periodo di riproduzione, ad esemplari troppo giovani, con mezzi illeciti come il veleno, gli esplosivi o la corrente elettrica, con reti dalle maglie troppo strette. Per fortuna, con gli anni il fenomeno del bracconaggio, endemico nei primi decenni dopo la seconda guerra mondiale, si è molto ridimensionato. I danni da bracconaggio sono gravi soprattutto quando effettuati su specie in migrazione o ai danni di grandi animali predatori, le cui popolazioni sono naturalmente composte da pochi individui. La pesca illegale è dannosissima quando vede l'uso di reti a strascico al di sopra dei 50 m di profondità (dove è rigorosamente vietata perché è la zona dove avviene la riproduzione di quasi tutte le specie ittiche e dove stazionano gli esemplari giovanili). Un'ulteriore grave minaccia all'ittiofauna è costituita dalla cattura di individui giovanili che non si sono ancora riprodotti (in genere vietata): essa è una delle cause (unita alla forte sovrapesca a cui gli stock sono sottoposti da anni) che hanno condotto alla rarefazione il tonno rosso, cosa che ha portato alla fine industrie ittiche pluricentenarie. Anche nel caso dell'anguilla, l'attuale e fortissima rarefazione è principalmente dovuta alla cattura di giovani (cieche), sia per scopi gastronomici che per ripopolare valli e stagni di pesca.
L'introduzione di specie aliene è a livello globale una delle massime cause di estinzione di specie e di perdita di biodiversità; in Italia questo è vero soprattutto per quanto riguarda i pesci d'acqua dolce; nel corso degli anni sono state introdotte, sia per la pesca che per scopi ornamentali che per caso, diverse decine di specie aliene che si sono perfettamente acclimatate, provocando prevedibili problemi a quelle autoctone fino all'estinzione locale. Tra le specie aliene di più comune occorrenza possiamo citare il pesce gatto, il carassio ed il pesce siluro. Quest'ultima specie, presente soprattutto nel Po, è un vero e proprio mostro che può raggiungere il quintale di peso; dato che la sua dieta è basata su altri pesci, si può immaginare l'impatto che ha avuto sull'ittiofauna autoctona ed ha di fatto soppiantato lo storione, con cui compete per la medesima posizione di grande predatore nell'ecosistema fluviale. Di fatto, in quasi tutti i fiumi e laghi italiani l'ittiofauna è composta in grande maggioranza da specie aliene.
L'inquinamento come causa di perdita di biodiversità è problematico soprattutto in ambienti acquatici, dove lo scarico di sostanze organiche, oltre a modificare profondamente le comunità ecologiche presenti, può portare ad eventi anossici la cui conseguenza sono le morie di pesci che, talvolta, hanno ampia risonanza sulla stampa.
Infine, è opportuno sottolineare come anche i cambiamenti nelle pratiche agricole abbiano influenzato negativamente certe specie animali; infatti, la tendenza alla monocoltura danneggia gravemente certe specie come la starna, che prediligono ambienti a "mosaico" di colture diverse ed il sempre crescente uso di prodotti chimici tossici, oltre a fenomeni di avvelenamento, produce anche una forte diminuzione di insetti, con una conseguente limitazione delle risorse trofiche disponibili. Si crede che questa sia la causa del forte e vistoso calo della presenza di averle a cui si assiste in Italia da qualche decennio. L'agricoltura biologica, particolarmente diffusa in Italia, può essere, da questo punto di vista, un ottimo "rifugio" per le specie più sensibili.